# 沙子镇 (晴隆县)
沙子镇，是中华人民共和国贵州省黔西南布依族苗族自治州晴隆县下辖的一个乡镇级行政单位。

## 行政区划
沙子镇下辖以下地区：
小寨村、三合村、联盟村、保家村、兴合村和沙子村。